# جوزيف ماهر
جوزيف ماهر (بالإنجليزية: Joseph Maher)‏ (و. 1933 – 1998 م) هو ممثل مسرحي، وممثل أفلام من جمهورية أيرلندا، والولايات المتحدة، توفي في لوس أنجلوس، عن عمر يناهز 65 عاماً، بسبب سرطان الدماغ.

## وصلات خارجية
- جوزيف ماهر على موقع IMDb (الإنجليزية)
- جوزيف ماهر على موقع أول موفي (الإنجليزية)
- جوزيف ماهر على موقع قاعدة بيانات برودواي على الإنترنت (الإنجليزية)
- جوزيف ماهر على موقع قاعدة بيانات الأفلام السويدية (السويدية)
- جوزيف ماهر على موقع إن إن دي بي (الإنجليزية)
- جوزيف ماهر على موقع قاعدة بيانات الفيلم (الإنجليزية)